# Time Out of Mind
| Recensione       | Giudizio |
| ---------------- | -------- |
| AllMusic         | [ 4 ]    |
| Robert Christgau | A-       |
| Rolling Stone    | [ 6 ]    |
| Sputnikmusic     | [ 7 ]    |
| Piero Scaruffi   | [ 8 ]    |
| Ondarock         | [ 9 ]    |

Time Out of Mind è il trentesimo album in studio di Bob Dylan, pubblicato nel settembre del 1997 dalla Columbia Records.
L'album è considerato sia dai fan che dai critici come il ritorno artistico di Dylan ad alti livelli dopo gli scarsi successi degli anni ottanta ed è il primo album di inediti dopo Under the Red Sky, pubblicato sette anni prima. Time Out of Mind ha vinto tre Grammy Award per il miglior album folk contemporaneo, miglior performance vocale (Cold Irons Bound) e album dell'anno, riconoscimento quest'ultimo che ebbe anche dalla rivista Uncut, mentre nel 2003 è stato classificato al 408º posto nella lista dei 500 migliori album dalla rivista Rolling Stone.
L'album ha un'atmosfera particolare grazie al produttore e collaboratore di Bob Dylan Daniel Lanois, il cui lavoro innovativo nel posizionamento dei microfoni e nel missaggio sono descritti da Dylan stesso nel primo volume della sua autobiografia.

## Il disco

### Origine
Nell'aprile 1991, Dylan disse all'intervistatore Paul Zollo: «c'era un tempo nel quale le canzoni fluivano fuori insieme tre o quattro alla volta tutte insieme, ma quei giorni sono ormai molto lontani... », denunciando così un calo della sua prolificità di autore.
L'ultimo album di Dylan contenente materiale originale era stato Under the Red Sky del 1990, un insuccesso sia critico che dal punto di vista commerciale. Da allora, egli aveva pubblicato Good as I Been to You e World Gone Wrong, due dischi di cover di brani folk, e MTV Unplugged, album dal vivo di vecchi successi; e non c'erano state avvisaglie di nuove composizioni fino al 1996.
Dylan iniziò la stesura di una nuova serie di canzoni durante l'inverno del 1996 nella sua fattoria in Minnesota. I Criteria Studios di Miami, Florida, furono scelti per le sessioni di registrazione dei nuovi brani. In un'intervista concessa a Charlie Rose, Daniel Lanois ricordò come Dylan fosse solito passare molte ore la notte a lavorare sul materiale. Una volta che i testi furono completati, secondo Lanois, Dylan considerò l'idea di lasciare l'album così com'era senza rifinirlo, "si sa che se lui decide così, è così". Lanois rispose: "ciò che importa davvero è quello che è scritto".

### Registrazione
(Daniel Lanois nel suo discorso durante i Grammy Awards del 1998.)
Dylan incise qualche nastro demo delle canzoni in studio, cosa che di rado faceva. Nelle sessioni furono coinvolti alcuni membri del gruppo che aveva seguito Dylan in tour. Queste prime sedute "informali" servirono a Dylan per sperimentare nuove idee e arrangiamenti. Egli continuò a riscrivere i testi fino al gennaio 1997, quando iniziarono le sedute ufficiali per la registrazione dell'album. Il disco avrebbe segnato la seconda collaborazione tra Dylan e Lanois, che aveva prodotto in precedenza Oh Mercy nel 1989, ed era conosciuto per il lavoro svolto con U2, Emmylou Harris, ecc...
Sul momento, furono assunti nuovi musicisti come la chitarrista Cindy Cashdollar e il batterista Brian Blade, entrambi portati da Lanois. Dylan chiamò Jim Keltner, batterista della sua touring band nel periodo 1979–1981. Inoltre volle anche Bob Britt, Duke Robillard, Augie Meyers, ed il pianista Jim Dickinson per suonare durante le sessioni.
Secondo Lanois, a Dylan piaceva come suonavano i vecchi dischi degli anni cinquanta. Fu quindi utilizzato un microfono Sony C37A, già utilizzato durante le sessioni di Oh Mercy. Vari altri espedienti furono messi in atto per produrre il caratteristico sound dell'album.
Lanois confessò di aver avuto non poche difficoltà nel produrre Bob Dylan. "Beh, non sai mai cosa ti possa capitare. Lui è un tipo molto eccentrico... " In un'intervista successiva, Lanois disse che lui e Dylan spesso andavano nel parcheggio per discutere del disco in assenza degli altri musicisti. In una discussione circa la canzone Standing In the Doorway, Lanois disse: «Ascolta, amo Sad Eyed Lady of the Lowlands. Non possiamo ricreare quell'atmosfera per questa canzone?» E Dylan rispose: «Pensi che potrebbe funzionare?» Quindi ci sedemmo sul retro di un furgone, in un parcheggio di Miami, e spesso pensavo, se le persone mi vedessero, non ci crederebbe nessuno!" Con Time Out of Mind, Lanois "produsse forse il sound più artefatto in tutta la discografia di Dylan" disse l'autore Clinton Heylin, che descrisse l'album più come una "creatura di Lanois" che di Bob Dylan, una sorta di suo "curriculum vitae di presentazione".
Dylan parlò delle difficoltà riscontrate durante le sessioni per Time Out of Mind nel corso di un'intervista per Guitar World: «Perdo l'ispirazione in studio molto facilmente, ed è molto difficile per me pensare che possa eclissare tutto quello che ho fatto in passato. Mi annoio molto facilmente, e il mio entusiasmo cala sempre più dopo un paio di take fallite, e questo è quanto». Nella stessa intervista Dylan cita Buddy Holly come una delle influenze principali durante la registrazione del disco.
In relazione ad alcuni suoi celebri album del passato come Highway 61 Revisited, Blood on the Tracks, e Infidels, rapportati a Time Out of Mind, Dylan disse:
(Bob Dylan in Guitar World (1999).)

### Outtakes
Delle quindici canzoni provate durante le sessioni di Time Out of Mind, undici furono incluse nella versione finale dell'album poi pubblicato, mentre altre quattro furono scartate:
- La prima canzone che rimase esclusa fu Mississippi, che lo stesso Dylan registrò nuovamente quattro anni dopo per includerla nel suo album "Love and Theft". Dylan offrì il brano a Sheryl Crow, che ne registrò una sua versione e la incluse nell'album The Globe Sessions prima che Dylan la pubblicasse in "Love & Theft".[20] Altre tre versioni della traccia, incise durante le sedute di Time Out of Mind, videro la luce nella compilation The Bootleg Series Vol. 8 – Tell Tale Signs: Rare and Unreleased 1989–2006.
- La seconda canzone, Dreamin' of You, include strofe che furono poi inserite in Standing in the Doorway, anche se con una melodia completamente differente. Fu pubblicata nella raccolta Tell Tale Signs nel 2008.
- Altre due canzoni, Girl from the Red River Shore e Marching to the City furono anch'esse inserite in Tell Tale Signs. La prima è stata definita "la miglior canzone delle sessioni" da Jim Dickinson, mentre la seconda evolvette musicalmente in 'Til I Fell in Love with You.

## Tracce
Testi e musiche di Bob Dylan.
1. Love Sick – 5:21
2. Dirt Road Blues – 3:36
3. Standing in the Doorway – 7:43
4. Million Miles – 5:52
5. Tryin' to Get to Heaven – 5:21
6. 'Til I Fell in Love with You – 5:17
7. Not Dark Yet – 6:29
8. Cold Irons Bound – 7:15
9. Make You Feel My Love – 3:32
10. Can't Wait – 5:47
11. Highlands – 16:31

## Formazione
- Bob Dylan – chitarra, armonica a bocca, pianoforte, voce, produzione

Musicisti aggiuntivi
- Bucky Baxter – chitarra acustica, pedal steel guitar in Standing in the Doorway, Tryin' to Get to Heaven, Not Dark Yet, e Cold Irons Bound
- Brian Blade – batteria in Love Sick, Standing in the Doorway, Million Miles, 'Til I Fell in Love with You, Not Dark Yet, e Can't Wait
- Robert Britt – chitarra acustica Martin, Fender Stratocaster in Standing in the Doorway, 'Til I Fell in Love with You, Not Dark Yet, e Cold Irons Bound
- Cindy Cashdollar – slide guitar in Standing in the Doorway, Tryin' to Get to Heaven, e Not Dark Yet
- Jim Dickinson – tastiera, pianoforte elettrico Wurlitzer, organo in Love Sick, Dirt Road Blues, Million Miles, Tryin' to Get to Heaven, Til I Fell in Love with You, Not Dark Yet, Can't Wait, e Highlands
- Tony Garnier – basso
- Jim Keltner – batteria in Love Sick, Standing in the Doorway, Million Miles, Tryin' to Get to Heaven, 'Til I Fell in Love with You, Not Dark Yet, e Can't Wait
- David Kemper – batteria in Cold Irons Bound
- Daniel Lanois – chitarra, chitarra-mandolino, Firebird, Martin 0018, Gretsch, chitarra ritmica, chitarra solista, produzione, fotografia
- Tony Mangurian – percussioni in Standing in the Doorway, Million Miles, Can't Wait, e Highlands
- Augie Meyers – organo Vox, organo Hammond B3, fisarmonica
- Duke Robillard – chitarra, chitarra elettrica Gibson 15 (Million Miles, Tryin' to Get to Heaven, e Can't Wait)
- Winston Watson – batteria in Dirt Road Blues

## Descrizione dei brani

### Love Sick
La traccia d'apertura dell'album è Love Sick, successivamente pubblicata anche su singolo. Daniel Lanois disse circa il processo di registrazione della canzone: «Trattammo la voce di Bob come se fosse un'armonica filtrandola attraverso un piccolo amplificatore per chitarre».

### Dirt Road Blues
Dirt Road Blues trae le sue origini da un'improvvisazione in studio su un riff country-blues di indeterminata provenienza. Lanois ricorda, «Mi fece tirare fuori la cassetta, e tutti ci suonammo sopra [per la versione pubblicata]... » Alcuni critici definirono la performance "mediocre" e responsabile dell'aver rovinato l'atmosfera definita dalla traccia precedente.

### Tryin' to Get to Heaven
Uno dei brani più celebrati di Time Out of Mind, è Tryin' to Get to Heaven, in gran parte a causa dell'ottima prestazione vocale da parte di Dylan, forte e chiara. Si tratta inoltre, dell'unica occasione sull'album dove Dylan suona l'armonica.

### Til I Fell in Love with You
Si tratta di un lento blues accompagnato da un sincopato pianoforte elettrico, dall'organo, e da un "distante" eco di chitarra.

### Not Dark Yet
Not Dark Yet, il secondo singolo estratto dal disco, venne descritto dalla rivista Time come il "punto focale dell'album" e fu incluso nella lista Ten Best Bob Dylan Songs da loro stilata nel 2011. Not Dark Yet venne registrata durante le prime sedute per l'album e, allo stato embrionale, possedeva una "atmosfera radicalmente differente", secondo Lanois. "[Il demo di Not Dark Yet] era più veloce e scarno rispetto alla versione finale, e poi, all'improvviso, si trasformò in una ballata sulla guerra civile".
La canzone è stata oggetto di analisi letteraria da parte del professor Christopher Ricks che fece notare l'influenza del poeta John Keats sullo stile di scrittura di Dylan. Nel suo libro Dylan's Visions of Sin, Ricks, professore di lettere alla Boston University, tratteggia dei parallelismi tra Not Dark Yet e il poema di Keats Ode a un usignolo.

### Cold Irons Bound
La canzone successiva, Cold Irons Bound, vinse il premio Grammy nel 1998 nella categoria Grammy Award alla miglior interpretazione vocale maschile. Oliver Trager descrisse la traccia "mordente" con "fraseggi di chitarra improvvisati, percussioni in stile rockabilly, organo distorto, e [una] voce che fluttua nella propria eco" nella quale "è possibile sentire, parafrasando Visions of Johanna, "il fantasma dell'elettricità urlare dalle ossa del viso di Dylan... "

### Make You Feel My Love
La traccia Make You Feel My Love venne reinterpretata due volte con il titolo To Make You Feel My Love da altri artisti: Billy Joel ne registrò una versione per il suo Greatest Hits Volume III; Garth Brooks la incise per la colonna sonora del film Ricominciare a vivere. Venne incisa con il titolo originale da Bryan Ferry per l'album Dylanesque e da Adele sul suo disco 19. Questa traccia venne criticata da Robert Christgau e Greg Kot di Rolling Stone per il testo di minor spessore rispetto a quello degli altri brani. Nella sua recensione, Kot descrisse la canzone come "una ballata con un testo da cartolina [che] rompe l'incantesimo del disco". Di parere opposto, Paul Williams disse che la traccia gli sembrava "rinfrescante", come una sorta di boccata d'aria.

### Can't Wait
La penultima traccia dell'album è Can't Wait; una versione alternativa della canzone venne inclusa nel disco The Bootleg Series Vol. 8 - Tell Tale Signs: Rare and Unreleased 1989-2006. Greg Kot scrisse, "in Time Out of Mind, [Dylan] dipinge un autoritratto con parole e suoni che ruotano intorno a una singola frase presente in Can't Wait: «That's how it is when things disintegrate» ("ecco com'è quando le cose si disintegrano").

### Highlands
L'ultima traccia, la composizione più lunga mai registrata da Dylan prima di Murder Most Foul, è la ballata Highlands (16 minuti di durata), che molto probabilmente trae il suo motivo centrale ("My heart's in the highlands") dal poema di Robert Burns intitolato My heart's in the highlands (pubblicato nel 1790). Secondo quanto riportato da Jim Dickinson: «Ricordo che, quando finimmo Highlands, arrivò uno dei manager della Columbia, e disse: "ok, Bob, hai una versione più breve della canzone?" Dylan lo guardò malissimo e disse impassibile: Questa è la versione corta».
Musicalmente il brano si basa su un semplice riff blues, ispirato, secondo Dylan, a un pezzo non specificato di Charley Patton che deve essere ancora individuato. Il riff viene ripetuto per tutta la canzone, che non possiede nessun ritornello o bridge.

## Problemi di salute
Poco tempo dopo aver completato la registrazione di Time Out of Mind, Dylan si ammalò di istoplasmosi, una infezione fungina o micosi sistemica causata da un virus, a causa della quale fu obbligato a cancellare ogni tournée in programma. Secondo quanto dichiarato dallo stesso Dylan: «È stata una cosa chiamata istoplasmosi che mi è venuta respirando un sacco di roba che era in uno dei fiumi vicino a dove vivo. Forse un mese, o due o tre volte l'anno, le sponde del fiume sono sporche, il vento soffia e un sacco di turbolenza è nell'aria. Quindi successe che respirai un po' di quella robaccia. Così ci stavo male. Toccò il mio cuore, ma non fu davvero un attacco cardiaco».
A seguito dei problemi di salute di Dylan, un certo numero di giornalisti, tra i quali AJ Weberman, ipotizzarono un tema unificante nelle canzoni di Time Out of Mind, e cioè la paura crescente della mortalità. Tuttavia, quando Dylan venne ricoverato in ospedale ed iniziarono le speculazioni giornalistiche, l'album era già stato registrato e mixato. Infatti Dylan stesso smentì l'intera faccenda nelle interviste successive.

## 40º Grammy Awards
Ai Grammy Awards del 1998, Time Out of Mind vinse nelle categorie Album of the Year, Best Contemporary Folk Album e, per la canzone Cold Irons Bound, Best Male Rock Vocal Performance. Alla cerimonia di premiazione Dylan eseguì Love Sick. Durante la performance, Michael Portnoy, un artista multimediale statunitense, si strappò la maglietta, salì sul palco vicino a Dylan, e si mise a danzare contorcendosi spasticamente con le parole "Soy Bomb" dipinte sul petto. Dylan gettò uno sguardo allarmato a Portnoy, ma continuò comunque a suonare. La "danza" di Portnoy andò avanti per circa 40 secondi, prima che la security lo scortasse nel backstage.